# Harta (Węgry)
Harta – wieś i gmina w południowej części Węgier, w pobliżu miasta Kalocsa. Gmina liczy 3300 mieszkańców (styczeń 2011) i zajmuje obszar 129,68 km².

## Położenie
Miejscowość leży na obszarze Wielkiej Niziny Węgierskiej, w komitacie Bács-Kiskun, w powiecie Kalocsa.

## Zobacz
- Harta – wieś w Polsce